# DDR3 SDRAM

Grafisk jämförelse av DDR, DDR2 och DDR3 till stationär PC

DDR3 SDRAM, Double Data Rate (Three) Synchronous Dynamic Random Access Memory, är en Random Access Memory standard som används som arbetsminne i många typer av datorbaserade apparater och annan datoriserad utrustning.

## Översikt
DDR3 är del av SDRAM familjen och en av flera DRAM (dynamic random access memory) implementationer. DDR3 SDRAM har dubbelt så hög överföringshastighet som föregångaren DDR2 SDRAM. 
DDR3 möjliggör chipstorlekar på upp till 8 gigabit vilket ger möjlighet till moduler på 16 gigabyte. Strömförbrukningen är närmare 50% lägre än DDR2. Detta åstadkoms genom att sänka spänningen från 1,8 V till 1,5 V. 
DDR3L är ett tillägg till DDR3-standarden, vilket släpptes under 2010 som sänker spänningen till 1,35 V och därmed också strömförbrukningen med bibehållen prestanda. 2011 släpptes senare DDR3U som ytterligare sänker spänningen till 1,25 V.
DDR3 har 8 bitar djup prefetch buffer, en intern förhämtningsbuffert eller cache. DDR2:s prefetch buffer är 4 bitar och DDR har 2 bitar buffert.
DDR3 förhandsutgåva annonserades tidigt 2005.
DDR3 DIMM har samma antal pins som DDR2, men de är fysiskt inkompatibla på grund av att klacken mellan pinsen sitter på olika ställen.

## Specifikation av standard

### Chip och moduler
| Standardnamn | Minnesklocka | Tidscykel | I/O Bus klocka | Dataöverföringar per sekund | Modulnamn | Max överföringshastighet |
| DDR3-800     | 100 MHz      | 10 ns     | 400 MHz        | 800 miljoner                | PC3-6400  | 6400 MB/s                |
| DDR3-1066    | 133⅓ MHz     | 7.5 ns    | 533⅓ MHz       | 1066⅔ miljoner              | PC3-8500  | 8533⅓ MB/s               |
| DDR3-1333    | 166⅔ MHz     | 6 ns      | 666⅔ MHz       | 1333⅓ miljoner              | PC3-10600 | 10666⅔ MB/s              |
| DDR3-1600    | 200 MHz      | 5 ns      | 800 MHz        | 1600 miljoner               | PC3-12800 | 12800 MB/s               |
| DDR3-1866    | 233⅓ MHz     | 4 2⁄7 ns  | 933⅓ MHz       | 1866⅔ miljoner              | PC3-14900 | 14933⅓ MB/s              |
| DDR3-2133    | 266⅔ MHz     | 3 ¾ ns    | 1066⅔ MHz      | 2133⅓ miljoner              | PC3-17000 | 17066⅔ MB/s              |